# Viken
Viken este o  fostă provincie (fylke) din partea de sud-estul Norvegiei. A fost înființată la 1 ianuarie 2020 prin fuziunea dintre Akershus, Buskerud și Østfold cu adăugarea municipalităților Jevnaker, Lunner și a fostei municipalități Svelvik. Înființarea Viken a fost controversată încă de la început, având o aprobare de aproximativ 20% în regiune, iar fuziunii i s-au împotrivit toate cele trei județe. Constituirea unității administrativ-teritoriale Viken a fost suspectată de uniin autori ca fiind rezultatul unui aranjament politic creat cu scopul de a avantaja anumite facțiuni politice. Guvernul provinciei Viken a stabilit în 2019, înainte ca fuziunea să intre în vigoare, că desființarea acesteia este principalul său obiectiv politic, iar procesul formal de dizolvare a Viken a fost inițiat de guvernul provincial chiar după alegerile parlamentare din Norvegia din 2021, în care partidele care căutau să inverseze fuziunea au obținut majoritatea.  Platforma politică a guvernului lui Jonas Gahr Støre afirmă că guvernul va dizolva Viken și va reînființa Akershus, Buskerud și Østfold pe baza unei cereri din partea provinciei înseși.  La 22 februarie 2022, parlamentul regional din Viken a aprobat cererea oficială de desființare a provinciei, care a intrat în vigoare de la 1 ianuarie 2024. Provinciile existente vor continua să funcționeze cu administrații județene separate, pe baza infrastructurii lor existente, în așteptarea reînființării lor oficiale.
În Viken locuiau peste 1,2 milioane de oameni sau 23% din populația națională.  Reședința provinciei este capitala națională, Oslo, care este o enclavă a Viken și nu face parte din aceasta. Oslo a fost reședința comitatului Akershus încă din Evul Mediu. Întreaga provincie Viken este situată în regiunea istorică Akershus, care includea o mare parte din estul Norvegiei. Provincia își ia numele de la regiunea istorică Viken, care a fost definită ca fiind o zonă din Bohuslän, în ceea ce este acum vestul Suediei, încă din Evul Mediu.

## Municipalități
Provincia Viken are un total de 51 de municipalități, toate create în 2020: 
| Municipalitatea nr. | Nume           | Populația la 1 ianuarie 2020 | Fosta municipalitate Nr.                                         | Fostul comitat |
| ------------------- | -------------- | ---------------------------- | ---------------------------------------------------------------- | -------------- |
| 3001                | Halden         | 31,373                       | 0101 Halden                                                      | Østfold        |
| 3002                | Moss           | 49,273                       | 0104 Moss 0136 Rygge                                             | Østfold        |
| 3003                | Sarpsborg      | 56,732                       | 0105 Sarpsborg                                                   | Østfold        |
| 3004                | Fredrikstad    | 82,385                       | 0106 Fredrikstad                                                 | Østfold        |
| 3005                | Drammen        | 101,386                      | 0602 Drammen 0625 Nedre Eiker                                    | Buskerud       |
| 3005                | Drammen        | 101,386                      | 0711 Svelvik                                                     | Vestfold       |
| 3006                | Kongsberg      | 27,723                       | 0604 Kongsberg                                                   | Buskerud       |
| 3007                | Ringerike      | 30,641                       | 0605 Ringerike                                                   | Buskerud       |
| 3011                | Hvaler         | 4,668                        | 0111 Hvaler                                                      | Østfold        |
| 3012                | Aremark        | 1,325                        | 0118 Aremark                                                     | Østfold        |
| 3013                | Marker         | 3,595                        | 0119 Marker                                                      | Østfold        |
| 3014                | Indre Østfold  | 44,792                       | 0122 Trøgstad 0123 Spydeberg 0124 Askim 0125 Eidsberg 0138 Hobøl | Østfold        |
| 3015                | Skiptvet       | 3,805                        | 0127 Skiptvet                                                    | Østfold        |
| 3016                | Rakkestad      | 8,255                        | 0128 Rakkestad                                                   | Østfold        |
| 3017                | Råde           | 7,508                        | 0135 Råde                                                        | Østfold        |
| 3018                | Våler          | 5,736                        | 0137 Våler                                                       | Østfold        |
| 3019                | Vestby         | 18,042                       | 0211 Vestby                                                      | Akershus       |
| 3020                | Nordre Follo   | 59,288                       | 0213 Ski 0217 Oppegård                                           | Akershus       |
| 3021                | Ås             | 20,439                       | 0214 Ås                                                          | Akershus       |
| 3022                | Frogn          | 15,877                       | 0215 Frogn                                                       | Akershus       |
| 3023                | Nesodden       | 19,616                       | 0216 Nesodden                                                    | Akershus       |
| 3024                | Bærum          | 127,731                      | 0219 Bærum                                                       | Akershus       |
| 3025                | Asker          | 94,441                       | 0220 Asker                                                       | Akershus       |
| 3025                | Asker          | 94,441                       | 0627 Røyken 0628 Hurum                                           | Buskerud       |
| 3026                | Aurskog-Høland | 17,390                       | 0121 Rømskog                                                     | Østfold        |
| 3026                | Aurskog-Høland | 17,390                       | 0222 Aurskog-Høland                                              | Akershus       |
| 3027                | Rælingen       | 18,530                       | 0228 Rælingen                                                    | Akershus       |
| 3028                | Enebakk        | 11,110                       | 0229 Enebakk                                                     | Akershus       |
| 3029                | Lørenskog      | 41,460                       | 0230 Lørenskog                                                   | Akershus       |
| 3030                | Lillestrøm     | 85,983                       | 0226 Sørum 0227 Fet 0231 Skedsmo                                 | Akershus       |
| 3031                | Nittedal       | 24,249                       | 0233 Nittedal                                                    | Akershus       |
| 3032                | Gjerdrum       | 6,890                        | 0234 Gjerdrum                                                    | Akershus       |
| 3033                | Ullensaker     | 39,625                       | 0235 Ullensaker                                                  | Akershus       |
| 3034                | Nes            | 23,092                       | 0236 Nes                                                         | Akershus       |
| 3035                | Eidsvoll       | 25,436                       | 0237 Eidsvoll                                                    | Akershus       |
| 3036                | Nannestad      | 14,139                       | 0238 Nannestad                                                   | Akershus       |
| 3037                | Hurdal         | 2,854                        | 0239 Hurdal                                                      | Akershus       |
| 3038                | Hole           | 6,799                        | 0612 Hole                                                        | Buskerud       |
| 3039                | Flå            | 1,050                        | 0615 Flå                                                         | Buskerud       |
| 3040                | Nesbyen        | 3,273                        | 0616 Nes                                                         | Buskerud       |
| 3041                | Gol            | 4,608                        | 0617 Gol                                                         | Buskerud       |
| 3042                | Hemsedal       | 2,486                        | 0618 Hemsedal                                                    | Buskerud       |
| 3043                | Ål             | 4,674                        | 0619 Ål                                                          | Buskerud       |
| 3044                | Hol            | 4,441                        | 0620 Hol                                                         | Buskerud       |
| 3045                | Sigdal         | 3,467                        | 0621 Sigdal                                                      | Buskerud       |
| 3046                | Krødsherad     | 2,212                        | 0622 Krødsherad                                                  | Buskerud       |
| 3047                | Modum          | 14,115                       | 0623 Modum                                                       | Buskerud       |
| 3048                | Øvre Eiker     | 19,423                       | 0624 Øvre Eiker                                                  | Buskerud       |
| 3049                | Lier           | 26,811                       | 0626 Lier                                                        | Buskerud       |
| 3050                | Flesberg       | 2,688                        | 0631 Flesberg                                                    | Buskerud       |
| 3051                | Rollag         | 1,390                        | 0632 Rollag                                                      | Buskerud       |
| 3052                | Nore og Uvdal  | 2,439                        | 0633 Nore og Uvdal                                               | Buskerud       |
| 3053                | Jevnaker       | 6,852                        | 0532 Jevnaker                                                    | Oppland        |
| 3054                | Lunner         | 9,048                        | 0533 Lunner                                                      | Oppland        |